# 1961年のワールドシリーズ
1961年の野球において、メジャーリーグベースボール（MLB）優勝決定戦の第58回ワールドシリーズ（英語: 58th World Series）は、10月4日から9日にかけて計5試合が開催された。その結果、ニューヨーク・ヤンキース（アメリカンリーグ）がシンシナティ・レッズ（ナショナルリーグ）を4勝1敗で下し、3年ぶり19回目の優勝を果たした。
両チームの対戦は、1939年以来22年ぶり2回目。1961年当時は冷戦の真っ只中で、両球団の名称がヤンキース（アメリカ合衆国北東部の白人）とレッズ（共産主義の象徴色）だったことから、政治的な注目を集めた。ペンシルベニア州最高裁判所判事マイケル・マスマノは、新聞の見出しが「アカがヤンキーを殺す」となる事態を恐れ、レッズという球団名を変更するよう求める書簡を監督のフレッド・ハッチンソン宛に出したとされる。ヤンキースは敵地での3試合で合計得失点差＋16を記録しており、これは1903年シリーズ第5戦〜第7戦のボストン・アメリカンズに並ぶ歴代最多タイである。シリーズMVPには、初戦に先発登板して完封勝利を挙げるなど、2試合14.0イニングで2勝・防御率0.00という成績を残したヤンキースのホワイティー・フォードが選出された。

## 試合結果
1961年のワールドシリーズは10月4日に開幕し、途中に移動日を挟んで6日間で5試合が行われた。日程・結果は以下の通り。
| 日付                                                     | 試合  | ビジター球団（先攻）     | スコア | ホーム球団（後攻）       | 開催球場               | 開催球場                                         |
| -------------------------------------------------------- | ----- | ------------------------ | ------ | ------------------------ | ---------------------- | ------------------------------------------------ |
| 10月04日（水）                                           | 第1戦 | シンシナティ・レッズ     | 0－2   | ニューヨーク・ヤンキース | ヤンキー・スタジアム   | ヤンキー・ · スタジアムクロスリー・ · フィールド |
| 10月05日（木）                                           | 第2戦 | シンシナティ・レッズ     | 6－2   | ニューヨーク・ヤンキース | ヤンキー・スタジアム   | ヤンキー・ · スタジアムクロスリー・ · フィールド |
| 10月06日（金）                                           |       | 移動日                   | 移動日 | 移動日                   |                        | ヤンキー・ · スタジアムクロスリー・ · フィールド |
| 10月07日（土）                                           | 第3戦 | ニューヨーク・ヤンキース | 3－2   | シンシナティ・レッズ     | クロスリー・フィールド | ヤンキー・ · スタジアムクロスリー・ · フィールド |
| 10月08日（日）                                           | 第4戦 | ニューヨーク・ヤンキース | 7－0   | シンシナティ・レッズ     | クロスリー・フィールド | ヤンキー・ · スタジアムクロスリー・ · フィールド |
| 10月09日（月）                                           | 第5戦 | ニューヨーク・ヤンキース | 13－5  | シンシナティ・レッズ     | クロスリー・フィールド | ヤンキー・ · スタジアムクロスリー・ · フィールド |
| 優勝：ニューヨーク・ヤンキース（4勝1敗 / 3年ぶり19度目） |       |                          |        |                          |                        | ヤンキー・ · スタジアムクロスリー・ · フィールド |

### 第1戦 10月4日
- ヤンキー・スタジアム（ニューヨーク州ニューヨーク市ブロンクス区）

|                          | 1 | 2 | 3 | 4 | 5 | 6 | 7 | 8 | 9 | R | H | E |
| ------------------------ | - | - | - | - | - | - | - | - | - | - | - | - |
| シンシナティ・レッズ     | 0 | 0 | 0 | 0 | 0 | 0 | 0 | 0 | 0 | 0 | 2 | 0 |
| ニューヨーク・ヤンキース | 0 | 0 | 0 | 1 | 0 | 1 | 0 | 0 | X | 2 | 6 | 0 |

1. 勝利：ホワイティー・フォード（1勝）
2. 敗戦：ジム・オトゥール（1敗）
3. 本塁打
NYY：エルストン・ハワード1号ソロ、ビル・スコウロン1号ソロ
4. 審判
［球審］エド・ランギー（AL）
［塁審］一塁: ジョッコ・コンラン（NL）、二塁: フランク・ウモント（AL）、三塁: オーギー・ドナテリ（NL）
［外審］左翼: シャグ・クロフォード（NL）、右翼: ボブ・スチュワート（AL）
5. 試合時間: 2時間11分  観客: 6万2397人
詳細: MLB.com Gameday / Baseball-Reference.com

| シンシナティ・レッズ | シンシナティ・レッズ | シンシナティ・レッズ | シンシナティ・レッズ | シンシナティ・レッズ                                                                                               | ニューヨーク・ヤンキース | ニューヨーク・ヤンキース | ニューヨーク・ヤンキース | ニューヨーク・ヤンキース | ニューヨーク・ヤンキース                                                                              |
| -------------------- | -------------------- | -------------------- | -------------------- | --- | ------------------------ | ------------------------ | ------------------------ | ------------------------ | --- |
| 打順                 | 守備                 | 選手                 | 打席                 | J・オトゥールD・ジョンソンG・コールマンD・ブラッシン · ゲームG・フリースE・カスコF・ロビンソンV・ピンソンW・ポスト | 打順                     | 守備                     | 選手                     | 打席                     | W・フォードE・ハワードB・スコウロンB・リチャードソンC・ボイヤーT・クーベックY・ベラR・マリスH・ロペス |
| 1                    | 二                   | D・ブラッシンゲーム  | 左                   | J・オトゥールD・ジョンソンG・コールマンD・ブラッシン · ゲームG・フリースE・カスコF・ロビンソンV・ピンソンW・ポスト | 1                        | 二                       | B・リチャードソン        | 右                       | W・フォードE・ハワードB・スコウロンB・リチャードソンC・ボイヤーT・クーベックY・ベラR・マリスH・ロペス |
| 2                    | 遊                   | E・カスコ            | 右                   | J・オトゥールD・ジョンソンG・コールマンD・ブラッシン · ゲームG・フリースE・カスコF・ロビンソンV・ピンソンW・ポスト | 2                        | 遊                       | T・クーベック            | 左                       | W・フォードE・ハワードB・スコウロンB・リチャードソンC・ボイヤーT・クーベックY・ベラR・マリスH・ロペス |
| 3                    | 中                   | V・ピンソン          | 左                   | J・オトゥールD・ジョンソンG・コールマンD・ブラッシン · ゲームG・フリースE・カスコF・ロビンソンV・ピンソンW・ポスト | 3                        | 中                       | R・マリス                | 左                       | W・フォードE・ハワードB・スコウロンB・リチャードソンC・ボイヤーT・クーベックY・ベラR・マリスH・ロペス |
| 4                    | 左                   | F・ロビンソン        | 右                   | J・オトゥールD・ジョンソンG・コールマンD・ブラッシン · ゲームG・フリースE・カスコF・ロビンソンV・ピンソンW・ポスト | 4                        | 捕                       | E・ハワード              | 右                       | W・フォードE・ハワードB・スコウロンB・リチャードソンC・ボイヤーT・クーベックY・ベラR・マリスH・ロペス |
| 5                    | 右                   | W・ポスト            | 右                   | J・オトゥールD・ジョンソンG・コールマンD・ブラッシン · ゲームG・フリースE・カスコF・ロビンソンV・ピンソンW・ポスト | 5                        | 一                       | B・スコウロン            | 右                       | W・フォードE・ハワードB・スコウロンB・リチャードソンC・ボイヤーT・クーベックY・ベラR・マリスH・ロペス |
| 6                    | 三                   | G・フリース          | 右                   | J・オトゥールD・ジョンソンG・コールマンD・ブラッシン · ゲームG・フリースE・カスコF・ロビンソンV・ピンソンW・ポスト | 6                        | 左                       | Y・ベラ                  | 左                       | W・フォードE・ハワードB・スコウロンB・リチャードソンC・ボイヤーT・クーベックY・ベラR・マリスH・ロペス |
| 7                    | 一                   | G・コールマン        | 左                   | J・オトゥールD・ジョンソンG・コールマンD・ブラッシン · ゲームG・フリースE・カスコF・ロビンソンV・ピンソンW・ポスト | 7                        | 右                       | H・ロペス                | 右                       | W・フォードE・ハワードB・スコウロンB・リチャードソンC・ボイヤーT・クーベックY・ベラR・マリスH・ロペス |
| 8                    | 捕                   | D・ジョンソン        | 右                   | J・オトゥールD・ジョンソンG・コールマンD・ブラッシン · ゲームG・フリースE・カスコF・ロビンソンV・ピンソンW・ポスト | 8                        | 三                       | C・ボイヤー              | 右                       | W・フォードE・ハワードB・スコウロンB・リチャードソンC・ボイヤーT・クーベックY・ベラR・マリスH・ロペス |
| 9                    | 投                   | J・オトゥール        | 両                   | J・オトゥールD・ジョンソンG・コールマンD・ブラッシン · ゲームG・フリースE・カスコF・ロビンソンV・ピンソンW・ポスト | 9                        | 投                       | W・フォード              | 左                       | W・フォードE・ハワードB・スコウロンB・リチャードソンC・ボイヤーT・クーベックY・ベラR・マリスH・ロペス |
| 先発投手             | 先発投手             | 先発投手             | 投球                 | J・オトゥールD・ジョンソンG・コールマンD・ブラッシン · ゲームG・フリースE・カスコF・ロビンソンV・ピンソンW・ポスト | 先発投手                 | 先発投手                 | 先発投手                 | 投球                     | W・フォードE・ハワードB・スコウロンB・リチャードソンC・ボイヤーT・クーベックY・ベラR・マリスH・ロペス |
| J・オトゥール        | J・オトゥール        | J・オトゥール        | 左                   | J・オトゥールD・ジョンソンG・コールマンD・ブラッシン · ゲームG・フリースE・カスコF・ロビンソンV・ピンソンW・ポスト | W・フォード              | W・フォード              | W・フォード              | 左                       | W・フォードE・ハワードB・スコウロンB・リチャードソンC・ボイヤーT・クーベックY・ベラR・マリスH・ロペス |

### 第2戦 10月5日
- ヤンキー・スタジアム（ニューヨーク州ニューヨーク市ブロンクス区）

|                          | 1 | 2 | 3 | 4 | 5 | 6 | 7 | 8 | 9 | R | H | E |
| ------------------------ | - | - | - | - | - | - | - | - | - | - | - | - |
| シンシナティ・レッズ     | 0 | 0 | 0 | 2 | 1 | 1 | 0 | 2 | 0 | 6 | 9 | 0 |
| ニューヨーク・ヤンキース | 0 | 0 | 0 | 2 | 0 | 0 | 0 | 0 | 0 | 2 | 4 | 3 |

1. 勝利：ジョーイ・ジェイ（1勝）
2. 敗戦：ラルフ・テリー（1敗）
3. 本塁打
CIN：ゴーディ・コールマン1号2ラン
NYY：ヨギ・ベラ1号2ラン
4. 審判
［球審］ジョッコ・コンラン（NL）
［塁審］一塁: フランク・ウモント（AL）、二塁: オーギー・ドナテリ（NL）、三塁: エド・ランギー（AL）
［外審］左翼: シャグ・クロフォード（NL）、右翼: ボブ・スチュワート（AL）
5. 試合時間: 2時間43分  観客: 6万3083人
詳細: MLB.com Gameday / Baseball-Reference.com

| シンシナティ・レッズ | シンシナティ・レッズ | シンシナティ・レッズ | シンシナティ・レッズ | シンシナティ・レッズ                                                                                  | ニューヨーク・ヤンキース | ニューヨーク・ヤンキース | ニューヨーク・ヤンキース | ニューヨーク・ヤンキース | ニューヨーク・ヤンキース                                                                                       |
| -------------------- | -------------------- | -------------------- | -------------------- | --- | ------------------------ | ------------------------ | ------------------------ | ------------------------ | --- |
| 打順                 | 守備                 | 選手                 | 打席                 | J・ジェイJ・エドワーズG・コールマンE・チャコーンG・フリースE・カスコF・ロビンソンV・ピンソンW・ポスト | 打順                     | 守備                     | 選手                     | 打席                     | R・テリーE・ハワードB・スコウロンB・リチャードソンC・ボイヤーT・クーベックY・ベラR・マリスJ・ブラン · チャード |
| 1                    | 二                   | E・チャコーン        | 右                   | J・ジェイJ・エドワーズG・コールマンE・チャコーンG・フリースE・カスコF・ロビンソンV・ピンソンW・ポスト | 1                        | 二                       | B・リチャードソン        | 右                       | R・テリーE・ハワードB・スコウロンB・リチャードソンC・ボイヤーT・クーベックY・ベラR・マリスJ・ブラン · チャード |
| 2                    | 遊                   | E・カスコ            | 右                   | J・ジェイJ・エドワーズG・コールマンE・チャコーンG・フリースE・カスコF・ロビンソンV・ピンソンW・ポスト | 2                        | 遊                       | T・クーベック            | 左                       | R・テリーE・ハワードB・スコウロンB・リチャードソンC・ボイヤーT・クーベックY・ベラR・マリスJ・ブラン · チャード |
| 3                    | 中                   | V・ピンソン          | 左                   | J・ジェイJ・エドワーズG・コールマンE・チャコーンG・フリースE・カスコF・ロビンソンV・ピンソンW・ポスト | 3                        | 中                       | R・マリス                | 左                       | R・テリーE・ハワードB・スコウロンB・リチャードソンC・ボイヤーT・クーベックY・ベラR・マリスJ・ブラン · チャード |
| 4                    | 左                   | F・ロビンソン        | 右                   | J・ジェイJ・エドワーズG・コールマンE・チャコーンG・フリースE・カスコF・ロビンソンV・ピンソンW・ポスト | 4                        | 左                       | Y・ベラ                  | 左                       | R・テリーE・ハワードB・スコウロンB・リチャードソンC・ボイヤーT・クーベックY・ベラR・マリスJ・ブラン · チャード |
| 5                    | 一                   | G・コールマン        | 左                   | J・ジェイJ・エドワーズG・コールマンE・チャコーンG・フリースE・カスコF・ロビンソンV・ピンソンW・ポスト | 5                        | 右                       | J・ブランチャード        | 左                       | R・テリーE・ハワードB・スコウロンB・リチャードソンC・ボイヤーT・クーベックY・ベラR・マリスJ・ブラン · チャード |
| 6                    | 右                   | W・ポスト            | 右                   | J・ジェイJ・エドワーズG・コールマンE・チャコーンG・フリースE・カスコF・ロビンソンV・ピンソンW・ポスト | 6                        | 捕                       | E・ハワード              | 右                       | R・テリーE・ハワードB・スコウロンB・リチャードソンC・ボイヤーT・クーベックY・ベラR・マリスJ・ブラン · チャード |
| 7                    | 三                   | G・フリース          | 右                   | J・ジェイJ・エドワーズG・コールマンE・チャコーンG・フリースE・カスコF・ロビンソンV・ピンソンW・ポスト | 7                        | 一                       | B・スコウロン            | 右                       | R・テリーE・ハワードB・スコウロンB・リチャードソンC・ボイヤーT・クーベックY・ベラR・マリスJ・ブラン · チャード |
| 8                    | 捕                   | J・エドワーズ        | 左                   | J・ジェイJ・エドワーズG・コールマンE・チャコーンG・フリースE・カスコF・ロビンソンV・ピンソンW・ポスト | 8                        | 三                       | C・ボイヤー              | 右                       | R・テリーE・ハワードB・スコウロンB・リチャードソンC・ボイヤーT・クーベックY・ベラR・マリスJ・ブラン · チャード |
| 9                    | 投                   | J・ジェイ            | 両                   | J・ジェイJ・エドワーズG・コールマンE・チャコーンG・フリースE・カスコF・ロビンソンV・ピンソンW・ポスト | 9                        | 投                       | R・テリー                | 右                       | R・テリーE・ハワードB・スコウロンB・リチャードソンC・ボイヤーT・クーベックY・ベラR・マリスJ・ブラン · チャード |
| 先発投手             | 先発投手             | 先発投手             | 投球                 | J・ジェイJ・エドワーズG・コールマンE・チャコーンG・フリースE・カスコF・ロビンソンV・ピンソンW・ポスト | 先発投手                 | 先発投手                 | 先発投手                 | 投球                     | R・テリーE・ハワードB・スコウロンB・リチャードソンC・ボイヤーT・クーベックY・ベラR・マリスJ・ブラン · チャード |
| J・ジェイ            | J・ジェイ            | J・ジェイ            | 右                   | J・ジェイJ・エドワーズG・コールマンE・チャコーンG・フリースE・カスコF・ロビンソンV・ピンソンW・ポスト | R・テリー                | R・テリー                | R・テリー                | 右                       | R・テリーE・ハワードB・スコウロンB・リチャードソンC・ボイヤーT・クーベックY・ベラR・マリスJ・ブラン · チャード |

### 第3戦 10月7日
- クロスリー・フィールド（オハイオ州シンシナティ）

|                          | 1 | 2 | 3 | 4 | 5 | 6 | 7 | 8 | 9 | R | H | E |
| ------------------------ | - | - | - | - | - | - | - | - | - | - | - | - |
| ニューヨーク・ヤンキース | 0 | 0 | 0 | 0 | 0 | 0 | 1 | 1 | 1 | 3 | 6 | 1 |
| シンシナティ・レッズ     | 0 | 0 | 1 | 0 | 0 | 0 | 1 | 0 | 0 | 2 | 8 | 0 |

1. 勝利：ルイス・アローヨ（1勝）
2. 敗戦：ボブ・パーキー（1敗）
3. 本塁打
NYY：ジョニー・ブランチャード1号ソロ、ロジャー・マリス1号ソロ
4. 審判
［球審］フランク・ウモント（AL）
［塁審］一塁: オーギー・ドナテリ（NL）、二塁: エド・ランギー（AL）、三塁: ジョッコ・コンラン（NL）
［外審］左翼: シャグ・クロフォード（NL）、右翼: ボブ・スチュワート（AL）
5. 試合時間: 2時間15分  観客: 3万2589人
詳細: MLB.com Gameday / Baseball-Reference.com

| ニューヨーク・ヤンキース | ニューヨーク・ヤンキース | ニューヨーク・ヤンキース | ニューヨーク・ヤンキース | ニューヨーク・ヤンキース                                                                                      | シンシナティ・レッズ | シンシナティ・レッズ | シンシナティ・レッズ | シンシナティ・レッズ | シンシナティ・レッズ                                                                                    |
| ------------------------ | ------------------------ | ------------------------ | ------------------------ | --- | -------------------- | -------------------- | -------------------- | -------------------- | --- |
| 打順                     | 守備                     | 選手                     | 打席                     | B・スタッフォードE・ハワードB・スコウロンB・リチャードソンC・ボイヤーT・クーベックY・ベラM・マントルR・マリス | 打順                 | 守備                 | 選手                 | 打席                 | B・パーキーJ・エドワーズG・コールマンE・チャコーンG・フリースE・カスコW・ポストV・ピンソンF・ロビンソン |
| 1                        | 二                       | B・リチャードソン        | 右                       | B・スタッフォードE・ハワードB・スコウロンB・リチャードソンC・ボイヤーT・クーベックY・ベラM・マントルR・マリス | 1                    | 二                   | E・チャコーン        | 右                   | B・パーキーJ・エドワーズG・コールマンE・チャコーンG・フリースE・カスコW・ポストV・ピンソンF・ロビンソン |
| 2                        | 遊                       | T・クーベック            | 左                       | B・スタッフォードE・ハワードB・スコウロンB・リチャードソンC・ボイヤーT・クーベックY・ベラM・マントルR・マリス | 2                    | 遊                   | E・カスコ            | 右                   | B・パーキーJ・エドワーズG・コールマンE・チャコーンG・フリースE・カスコW・ポストV・ピンソンF・ロビンソン |
| 3                        | 右                       | R・マリス                | 左                       | B・スタッフォードE・ハワードB・スコウロンB・リチャードソンC・ボイヤーT・クーベックY・ベラM・マントルR・マリス | 3                    | 中                   | V・ピンソン          | 左                   | B・パーキーJ・エドワーズG・コールマンE・チャコーンG・フリースE・カスコW・ポストV・ピンソンF・ロビンソン |
| 4                        | 中                       | M・マントル              | 両                       | B・スタッフォードE・ハワードB・スコウロンB・リチャードソンC・ボイヤーT・クーベックY・ベラM・マントルR・マリス | 4                    | 右                   | F・ロビンソン        | 右                   | B・パーキーJ・エドワーズG・コールマンE・チャコーンG・フリースE・カスコW・ポストV・ピンソンF・ロビンソン |
| 5                        | 左                       | Y・ベラ                  | 左                       | B・スタッフォードE・ハワードB・スコウロンB・リチャードソンC・ボイヤーT・クーベックY・ベラM・マントルR・マリス | 5                    | 一                   | G・コールマン        | 左                   | B・パーキーJ・エドワーズG・コールマンE・チャコーンG・フリースE・カスコW・ポストV・ピンソンF・ロビンソン |
| 6                        | 捕                       | E・ハワード              | 右                       | B・スタッフォードE・ハワードB・スコウロンB・リチャードソンC・ボイヤーT・クーベックY・ベラM・マントルR・マリス | 6                    | 左                   | W・ポスト            | 右                   | B・パーキーJ・エドワーズG・コールマンE・チャコーンG・フリースE・カスコW・ポストV・ピンソンF・ロビンソン |
| 7                        | 一                       | B・スコウロン            | 右                       | B・スタッフォードE・ハワードB・スコウロンB・リチャードソンC・ボイヤーT・クーベックY・ベラM・マントルR・マリス | 7                    | 三                   | G・フリース          | 右                   | B・パーキーJ・エドワーズG・コールマンE・チャコーンG・フリースE・カスコW・ポストV・ピンソンF・ロビンソン |
| 8                        | 三                       | C・ボイヤー              | 右                       | B・スタッフォードE・ハワードB・スコウロンB・リチャードソンC・ボイヤーT・クーベックY・ベラM・マントルR・マリス | 8                    | 捕                   | J・エドワーズ        | 左                   | B・パーキーJ・エドワーズG・コールマンE・チャコーンG・フリースE・カスコW・ポストV・ピンソンF・ロビンソン |
| 9                        | 投                       | B・スタッフォード        | 右                       | B・スタッフォードE・ハワードB・スコウロンB・リチャードソンC・ボイヤーT・クーベックY・ベラM・マントルR・マリス | 9                    | 投                   | B・パーキー          | 右                   | B・パーキーJ・エドワーズG・コールマンE・チャコーンG・フリースE・カスコW・ポストV・ピンソンF・ロビンソン |
| 先発投手                 | 先発投手                 | 先発投手                 | 投球                     | B・スタッフォードE・ハワードB・スコウロンB・リチャードソンC・ボイヤーT・クーベックY・ベラM・マントルR・マリス | 先発投手             | 先発投手             | 先発投手             | 投球                 | B・パーキーJ・エドワーズG・コールマンE・チャコーンG・フリースE・カスコW・ポストV・ピンソンF・ロビンソン |
| B・スタッフォード        | B・スタッフォード        | B・スタッフォード        | 右                       | B・スタッフォードE・ハワードB・スコウロンB・リチャードソンC・ボイヤーT・クーベックY・ベラM・マントルR・マリス | B・パーキー          | B・パーキー          | B・パーキー          | 右                   | B・パーキーJ・エドワーズG・コールマンE・チャコーンG・フリースE・カスコW・ポストV・ピンソンF・ロビンソン |

### 第4戦 10月8日
- クロスリー・フィールド（オハイオ州シンシナティ）

|                          | 1 | 2 | 3 | 4 | 5 | 6 | 7 | 8 | 9 | R | H  | E |
| ------------------------ | - | - | - | - | - | - | - | - | - | - | -- | - |
| ニューヨーク・ヤンキース | 0 | 0 | 0 | 1 | 1 | 2 | 3 | 0 | 0 | 7 | 11 | 0 |
| シンシナティ・レッズ     | 0 | 0 | 0 | 0 | 0 | 0 | 0 | 0 | 0 | 0 | 5  | 1 |

1. 勝利：ホワイティー・フォード（2勝）
2. セーブ：ジム・コーツ（1S）[注 1]
3. 敗戦：ジム・オトゥール（2敗）
4. 審判
［球審］オーギー・ドナテリ（NL）
［塁審］一塁: エド・ランギー（AL）、二塁: ジョッコ・コンラン（NL）、三塁: フランク・ウモント（AL）
［外審］左翼: シャグ・クロフォード（NL）、右翼: ボブ・スチュワート（AL）
5. 試合時間: 2時間27分  観客: 3万2589人
詳細: MLB.com Gameday / Baseball-Reference.com

| ニューヨーク・ヤンキース | ニューヨーク・ヤンキース | ニューヨーク・ヤンキース | ニューヨーク・ヤンキース | ニューヨーク・ヤンキース                                                                                | シンシナティ・レッズ | シンシナティ・レッズ | シンシナティ・レッズ | シンシナティ・レッズ | シンシナティ・レッズ                                                                                      |
| ------------------------ | ------------------------ | ------------------------ | ------------------------ | --- | -------------------- | -------------------- | -------------------- | -------------------- | --- |
| 打順                     | 守備                     | 選手                     | 打席                     | W・フォードE・ハワードB・スコウロンB・リチャードソンC・ボイヤーT・クーベックY・ベラM・マントルR・マリス | 打順                 | 守備                 | 選手                 | 打席                 | J・オトゥールD・ジョンソンG・コールマンE・チャコーンG・フリースE・カスコW・ポストV・ピンソンF・ロビンソン |
| 1                        | 二                       | B・リチャードソン        | 右                       | W・フォードE・ハワードB・スコウロンB・リチャードソンC・ボイヤーT・クーベックY・ベラM・マントルR・マリス | 1                    | 二                   | E・チャコーン        | 右                   | J・オトゥールD・ジョンソンG・コールマンE・チャコーンG・フリースE・カスコW・ポストV・ピンソンF・ロビンソン |
| 2                        | 遊                       | T・クーベック            | 左                       | W・フォードE・ハワードB・スコウロンB・リチャードソンC・ボイヤーT・クーベックY・ベラM・マントルR・マリス | 2                    | 遊                   | E・カスコ            | 右                   | J・オトゥールD・ジョンソンG・コールマンE・チャコーンG・フリースE・カスコW・ポストV・ピンソンF・ロビンソン |
| 3                        | 右                       | R・マリス                | 左                       | W・フォードE・ハワードB・スコウロンB・リチャードソンC・ボイヤーT・クーベックY・ベラM・マントルR・マリス | 3                    | 中                   | V・ピンソン          | 左                   | J・オトゥールD・ジョンソンG・コールマンE・チャコーンG・フリースE・カスコW・ポストV・ピンソンF・ロビンソン |
| 4                        | 中                       | M・マントル              | 両                       | W・フォードE・ハワードB・スコウロンB・リチャードソンC・ボイヤーT・クーベックY・ベラM・マントルR・マリス | 4                    | 右                   | F・ロビンソン        | 右                   | J・オトゥールD・ジョンソンG・コールマンE・チャコーンG・フリースE・カスコW・ポストV・ピンソンF・ロビンソン |
| 5                        | 捕                       | E・ハワード              | 右                       | W・フォードE・ハワードB・スコウロンB・リチャードソンC・ボイヤーT・クーベックY・ベラM・マントルR・マリス | 5                    | 左                   | W・ポスト            | 右                   | J・オトゥールD・ジョンソンG・コールマンE・チャコーンG・フリースE・カスコW・ポストV・ピンソンF・ロビンソン |
| 6                        | 左                       | Y・ベラ                  | 左                       | W・フォードE・ハワードB・スコウロンB・リチャードソンC・ボイヤーT・クーベックY・ベラM・マントルR・マリス | 6                    | 三                   | G・フリース          | 右                   | J・オトゥールD・ジョンソンG・コールマンE・チャコーンG・フリースE・カスコW・ポストV・ピンソンF・ロビンソン |
| 7                        | 一                       | B・スコウロン            | 右                       | W・フォードE・ハワードB・スコウロンB・リチャードソンC・ボイヤーT・クーベックY・ベラM・マントルR・マリス | 7                    | 一                   | G・コールマン        | 左                   | J・オトゥールD・ジョンソンG・コールマンE・チャコーンG・フリースE・カスコW・ポストV・ピンソンF・ロビンソン |
| 8                        | 三                       | C・ボイヤー              | 右                       | W・フォードE・ハワードB・スコウロンB・リチャードソンC・ボイヤーT・クーベックY・ベラM・マントルR・マリス | 8                    | 捕                   | D・ジョンソン        | 右                   | J・オトゥールD・ジョンソンG・コールマンE・チャコーンG・フリースE・カスコW・ポストV・ピンソンF・ロビンソン |
| 9                        | 投                       | W・フォード              | 左                       | W・フォードE・ハワードB・スコウロンB・リチャードソンC・ボイヤーT・クーベックY・ベラM・マントルR・マリス | 9                    | 投                   | J・オトゥール        | 両                   | J・オトゥールD・ジョンソンG・コールマンE・チャコーンG・フリースE・カスコW・ポストV・ピンソンF・ロビンソン |
| 先発投手                 | 先発投手                 | 先発投手                 | 投球                     | W・フォードE・ハワードB・スコウロンB・リチャードソンC・ボイヤーT・クーベックY・ベラM・マントルR・マリス | 先発投手             | 先発投手             | 先発投手             | 投球                 | J・オトゥールD・ジョンソンG・コールマンE・チャコーンG・フリースE・カスコW・ポストV・ピンソンF・ロビンソン |
| W・フォード              | W・フォード              | W・フォード              | 左                       | W・フォードE・ハワードB・スコウロンB・リチャードソンC・ボイヤーT・クーベックY・ベラM・マントルR・マリス | J・オトゥール        | J・オトゥール        | J・オトゥール        | 左                   | J・オトゥールD・ジョンソンG・コールマンE・チャコーンG・フリースE・カスコW・ポストV・ピンソンF・ロビンソン |

### 第5戦 10月9日
- クロスリー・フィールド（オハイオ州シンシナティ）

|                          | 1 | 2 | 3 | 4 | 5 | 6 | 7 | 8 | 9 | R  | H  | E |
| ------------------------ | - | - | - | - | - | - | - | - | - | -- | -- | - |
| ニューヨーク・ヤンキース | 5 | 1 | 0 | 5 | 0 | 2 | 0 | 0 | 0 | 13 | 15 | 1 |
| シンシナティ・レッズ     | 0 | 0 | 3 | 0 | 2 | 0 | 0 | 0 | 0 | 5  | 11 | 3 |

1. 勝利：バド・デイリー（1勝）
2. 敗戦：ジョーイ・ジェイ（1勝1敗）
3. 本塁打
NYY：ジョニー・ブランチャード2号2ラン、ヘクター・ロペス1号3ラン
CIN：フランク・ロビンソン1号3ラン、ウォーリー・ポスト1号2ラン
4. 審判
［球審］エド・ランギー（AL）
［塁審］一塁: ジョッコ・コンラン（NL）、二塁: フランク・ウモント（AL）、三塁: オーギー・ドナテリ（NL）
［外審］左翼: シャグ・クロフォード（NL）、右翼: ボブ・スチュワート（AL）
5. 試合時間: 3時間5分  観客: 3万2589人
詳細: MLB.com Gameday / Baseball-Reference.com

| ニューヨーク・ヤンキース | ニューヨーク・ヤンキース | ニューヨーク・ヤンキース | ニューヨーク・ヤンキース | ニューヨーク・ヤンキース                                                                                         | シンシナティ・レッズ | シンシナティ・レッズ | シンシナティ・レッズ | シンシナティ・レッズ | シンシナティ・レッズ                                                                                           |
| ------------------------ | ------------------------ | ------------------------ | ------------------------ | --- | -------------------- | -------------------- | -------------------- | -------------------- | --- |
| 打順                     | 守備                     | 選手                     | 打席                     | R・テリーE・ハワードB・スコウロンB・リチャードソンC・ボイヤーT・クーベックH・ロペスR・マリスJ・ブラン · チャード | 打順                 | 守備                 | 選手                 | 打席                 | J・ジェイJ・エドワーズG・コールマンD・ブラッシン · ゲームG・フリースE・カスコW・ポストV・ピンソンF・ロビンソン |
| 1                        | 二                       | B・リチャードソン        | 右                       | R・テリーE・ハワードB・スコウロンB・リチャードソンC・ボイヤーT・クーベックH・ロペスR・マリスJ・ブラン · チャード | 1                    | 二                   | D・ブラッシンゲーム  | 左                   | J・ジェイJ・エドワーズG・コールマンD・ブラッシン · ゲームG・フリースE・カスコW・ポストV・ピンソンF・ロビンソン |
| 2                        | 遊                       | T・クーベック            | 左                       | R・テリーE・ハワードB・スコウロンB・リチャードソンC・ボイヤーT・クーベックH・ロペスR・マリスJ・ブラン · チャード | 2                    | 遊                   | E・カスコ            | 右                   | J・ジェイJ・エドワーズG・コールマンD・ブラッシン · ゲームG・フリースE・カスコW・ポストV・ピンソンF・ロビンソン |
| 3                        | 中                       | R・マリス                | 左                       | R・テリーE・ハワードB・スコウロンB・リチャードソンC・ボイヤーT・クーベックH・ロペスR・マリスJ・ブラン · チャード | 3                    | 中                   | V・ピンソン          | 左                   | J・ジェイJ・エドワーズG・コールマンD・ブラッシン · ゲームG・フリースE・カスコW・ポストV・ピンソンF・ロビンソン |
| 4                        | 右                       | J・ブランチャード        | 左                       | R・テリーE・ハワードB・スコウロンB・リチャードソンC・ボイヤーT・クーベックH・ロペスR・マリスJ・ブラン · チャード | 4                    | 右                   | F・ロビンソン        | 右                   | J・ジェイJ・エドワーズG・コールマンD・ブラッシン · ゲームG・フリースE・カスコW・ポストV・ピンソンF・ロビンソン |
| 5                        | 捕                       | E・ハワード              | 右                       | R・テリーE・ハワードB・スコウロンB・リチャードソンC・ボイヤーT・クーベックH・ロペスR・マリスJ・ブラン · チャード | 5                    | 一                   | G・コールマン        | 左                   | J・ジェイJ・エドワーズG・コールマンD・ブラッシン · ゲームG・フリースE・カスコW・ポストV・ピンソンF・ロビンソン |
| 6                        | 一                       | B・スコウロン            | 右                       | R・テリーE・ハワードB・スコウロンB・リチャードソンC・ボイヤーT・クーベックH・ロペスR・マリスJ・ブラン · チャード | 6                    | 左                   | W・ポスト            | 右                   | J・ジェイJ・エドワーズG・コールマンD・ブラッシン · ゲームG・フリースE・カスコW・ポストV・ピンソンF・ロビンソン |
| 7                        | 左                       | H・ロペス                | 右                       | R・テリーE・ハワードB・スコウロンB・リチャードソンC・ボイヤーT・クーベックH・ロペスR・マリスJ・ブラン · チャード | 7                    | 三                   | G・フリース          | 右                   | J・ジェイJ・エドワーズG・コールマンD・ブラッシン · ゲームG・フリースE・カスコW・ポストV・ピンソンF・ロビンソン |
| 8                        | 三                       | C・ボイヤー              | 右                       | R・テリーE・ハワードB・スコウロンB・リチャードソンC・ボイヤーT・クーベックH・ロペスR・マリスJ・ブラン · チャード | 8                    | 捕                   | J・エドワーズ        | 左                   | J・ジェイJ・エドワーズG・コールマンD・ブラッシン · ゲームG・フリースE・カスコW・ポストV・ピンソンF・ロビンソン |
| 9                        | 投                       | R・テリー                | 右                       | R・テリーE・ハワードB・スコウロンB・リチャードソンC・ボイヤーT・クーベックH・ロペスR・マリスJ・ブラン · チャード | 9                    | 投                   | J・ジェイ            | 両                   | J・ジェイJ・エドワーズG・コールマンD・ブラッシン · ゲームG・フリースE・カスコW・ポストV・ピンソンF・ロビンソン |
| 先発投手                 | 先発投手                 | 先発投手                 | 投球                     | R・テリーE・ハワードB・スコウロンB・リチャードソンC・ボイヤーT・クーベックH・ロペスR・マリスJ・ブラン · チャード | 先発投手             | 先発投手             | 先発投手             | 投球                 | J・ジェイJ・エドワーズG・コールマンD・ブラッシン · ゲームG・フリースE・カスコW・ポストV・ピンソンF・ロビンソン |
| R・テリー                | R・テリー                | R・テリー                | 右                       | R・テリーE・ハワードB・スコウロンB・リチャードソンC・ボイヤーT・クーベックH・ロペスR・マリスJ・ブラン · チャード | J・ジェイ            | J・ジェイ            | J・ジェイ            | 右                   | J・ジェイJ・エドワーズG・コールマンD・ブラッシン · ゲームG・フリースE・カスコW・ポストV・ピンソンF・ロビンソン |